# 希毛沙格
希毛沙格，是匈牙利沃什州所辖的一个村，总面积10.13平方公里，总人口543，人口密度53.6人/平方公里（2010年1月1日）。